# Monastère de Veluće
Le monastère de Veluće (en serbe cyrillique : Манастир Велуће ; en serbe latin : Manastir Veluće) est un monastère orthodoxe serbe situé à Veluće, dans la municipalité de Trstenik et dans le district de Rasina, en Serbie. Il est inscrit sur la liste des monuments culturels de grande importance de la république de Serbie (identifiant no SK 175),,.
L'église du monastère est dédiée à la Présentation de la Mère de Dieu au Temple. Le monastère abrite une communauté de religieuses.

## Historique
Le monastère a été fondé à l'époque du prince Lazare par une famille d'aristocrates serbes inconnus qui avaient avec le prince des liens de parenté et dont les membres masculins sont probablement morts lors de la bataille de Kosovo Polje (1389). L'église du monastère a été restaurée à l'époque du prince Miloš Obrenović en 1858 et 1860. D'autres travaux de restauration ont été effectués en 1973 ainsi que des fouilles archéologiques en 2006. Olimpijada (1923-2001) a passé 70 ans de sa vie dans le monastère, dont 34 ans en tant qu'higoumène.

## Église
Construite en 1377-1378, l'église présente des similitudes architecturales et ornementales avec l'église Lazarica de Kruševac et est caractéristique de l'école moravienne de la Serbie médiévale,.
Elle s'inscrit dans un plan tréflé avec des absides demi-circulaires, une coupole et un narthex. Elle est construite en grès et en briques avec des joints en mortier particulièrement marqués. Horizontalement, les façades sont rythmées par des cordons et par une corniche courant en dessous du toit et, verticalement, par de petites colonnes engagées. Les ouvertures sont dotées d'un décor sculpté et de motifs zoomorphes,.
Avant 1389, l'intérieur de l'édifice a été décoré de fresques stylistiquement très différentes de celle de la peinture moravienne de l'époque ; les figures sont dépourvues de relief et constituent un ensemble plutôt « naïf »,. Dans la zone de l'autel se trouvent des compositions eucharistiques ; dans la nef sont représentées les grandes Fêtes liturgiques, la Passion du Christ, deux scènes de la Vie de la Mère de Dieu et des figures de saints ; dans le narthex est représenté le Jugement dernier. À l'époque du prince Miloš, de nouvelles fresques ont été peintes dans la partie supérieure de l'église,.